# Louis de La Forge
Louis de La Forge (ur. 24 lub 26 listopada 1632 r. w La Flèche we Francji, zm. w 1666 r. w Saumur) – praktykujący lekarz medycyny, filozof nurtu kartezjańskiego, zwolennik myśli św. Augustyna, jak również propagator uwydatniania jej związków z filozofią nowożytną. Sympatyzował z Oratorianami oraz z protestanckimi ośrodkami naukowymi w Saumur.

## Życiorys
Louis-François De La Forge urodził się 24 lub 26 listopada 1632 roku w La Flèche we Francji, miejscu dojrzewania i kształcenia się filozoficznej postawy R. Descartes’a. Dokładna data jego śmierci pozostaje nieznana, określa się ją jedynie na rok 1666.
Uczony ten pozostał w większym stopniu znany i przypominany z powodu rozpraw anatomicznych Descartes’a (Człowiek. Opis ciała ludzkiego), które na prośbę ich wydawcy obdarzył komentarzami i rycinami. Był on jednak twórcą ważnego studium poświęconego badaniom umysłu ludzkiego zatytułowanego: Traité de l`Esprit de l`Homme, De ses Facultez et Fonctions, Et de son union avec le Corps, Suivant les Principes de René Descartes (Traktat o umyśle ludzkim, jego władzach, czynnościach i jego związku z ciałem, według zasad René Descartes’a), wydanego w Paryżu w 1666 roku. W swoim obszernym opracowaniu La Forge odniósł się do kwestii kluczowych dla filozofii umysłu, której inicjatorem był Descartes, a mianowicie do zagadnienia niematerialności duszy rozumnej w człowieku, jej związków z ciałem, problemów poznania, jak także wpływów jednej substancji na drugą. Zgodnie z założeniami filozofii podmiotu, wychodzącej od podstawy: "myślę, więc jestem", rozpatrywał on wszelkie zagadnienia filozoficzne z perspektywy immanentystycznej, pisząc: "Jeśli wszystkie czynności poznawcze są operacjami, które nie mają w sobie nic materialnego i które nie wychodzą poza duszę, jest wielkim oszukiwaniem siebie patrzenie gdzie indziej, niż w sam umysł, aby tam odkryć ich przyczyny, bo chociaż istnieją niektóre z naszych percepcji, które zależą od ciała, to nie ma takich, które nie byłyby częścią umysłu i byłyby niezauważone dla jego wnętrza." L. De La Forge (Traktat).
Ważne znaczenie mają rozważania La Forge`a na temat wspomnianych zależności dwóch substancji, z których stworzony jest człowiek, jakimi są dusza i ciało. Dziedzictwem kartezjańskim, stanowiącym, poprzez brak dobrego wyjaśnienia tych problemów, inspirację dla kolejnych myślicieli, był właśnie dualizm, o którym mowa. Rozumienie ciała, należącego do człowieka lub ciała zwierzęcego, jak również pojmowanie całego wszechświata jako bezdusznej maszyny było bardzo popularne w XVII wieku. L. De La Forge podawał taką oto jej definicję w odniesieniu do ciała ludzkiego: "Przez słowo >>maszyna<< nie można bowiem rozumieć niczego innego niż ciało złożone z licznych części organicznych, które – połączone z sobą – zgodnie wytwarzają pewne ruchy; nie byłyby do nich zdolne, gdyby pozostawały oddzielone od siebie. Częściami organicznymi nazywam wszelkie rodzaje ciał prostych lub złożonych; gdy są razem złączone, przyczyniają się one – dzięki swej budowie, kształtowi, ruchowi, spoczynkowi i położeniu – do wytwarzania ruchów i działania maszyny, której są częściami." (L. De La Forge, Remarques, [w:] L`Homme, de René Descartes, et un Traité de la Formation de foetus, du même auteur. Avec les remarques de Louys de La Forge, Docteur en Médicine, demeurant à La Flèche sur le Traité de l`homme de René Descartes et sur les figures par luy inventées. Paryż, 1644 r. Niniejszy fragment Uwag pochodzi od autora przekładu na język polski rozprawy Descartes’a o Człowieku, A. Bednarczyka. Zob.: R. Descartes, Człowiek, Opis ciała ludzkiego, Warszawa 1989 r., s. 135.) Definicja ciała, którą przytoczyliśmy ukazywała, że wszelkie zachowania typu zwierzęcego, mogą być w sposób zupełny wyjaśniane w oparciu o zasady fizyki mechanicystycznej. Gdyby zatem człowiek był wyłącznie rzeczą rozciągłą, nauka o nim stanowiłaby część fizyki, a każda czynność i działanie, których byłby autorem, dawałyby się przewidywać w oparciu o trzy prawa przyrody, które sformułował Descartes (Świat albo Traktat o świetle (pisany w 1629-1632, publikacja w 1664).
Złożoność i skomplikowanie natury ludzkiej oraz tradycja filozofii platońsko-chrześcijańskiej, do której wspominani uczeni należeli, nakazywały im traktować człowieka przede wszystkim jako utkwioną w maszynie owego ciała niematerialną duszę. To jej opisaniu poświęcił się La Forge, zastępując w tym swego mistrza, ponieważ w roku 1650 Descartes zmarł i nie uzupełnił traktatów anatomicznych rozprawą nt. umysłu. W swoim dziele Louis De La Forge ukazuje zasady fundamentalne racjonalizmu, argumentując na rzecz tego, że cokolwiek jest dla duszy czymś, jest tym, czym jest, ze względu na pierwotny fakt bycia pojętym jako coś, a więc uświadomionym w danej formie myśli. Dusza we wszelkich swych czynnościach jest niezależna od ciała i gdyby nawet żadnego ciała nie było, ona mogłaby sobie uprzytamniać rozmaite przedmioty z tą samą albo lepszą nawet skutecznością, niż wówczas kiedy w nim przebywa.
Bazując na przeświadczeniach natywizmu Descartes’a, ale w większym nawet stopniu poszukując samodzielnie licznych argumentów, autor Traktatu o umyśle, dostarcza dowodów na rzecz niematerialności zjawiska myślenia. Główną przesłanką jest tu fakt, że Bóg jest niematerialnym duchem cechującym się wszechwiedzą. Szukając natomiast odpowiedzi na rzecz tego, jak niematerialna dusza może wpływać na ciało i odwrotnie, dopracowuje się on oryginalnej koncepcji, rozwijanej potem i określanej mianem okazjonalizmu. Jej główna teza mówi, że przedmioty zewnętrzne dostarczają poprzez organa zmysłowe czegoś, co daje umysłowi okazję uformować sobie idee, a to dzięki wrodzonej mu zdolności ich tworzenia, w chwili oddziaływania zewnętrznych ciał na nasze ciało, z którym to umysł jest połączony. Co zaś się tyczy zjednoczenia ciała z duszą, musimy je rozumieć tylko jako wynik działania woli Boga, która ruchy jednego połączyła z myślami drugiego. Łączność ta nie jest rzeczywistym złączeniem czy zjednaniem, ale tylko faktem posiadania przez umysł myśli, których nie miałby (a lepiej rzec – mógłby nie mieć), gdyby nie obecność ciała. Ich związek polega także na tym, że obie te substancje "są zdolne do działań i przyjmowania działań".
Louis De La Forge jest autorem znanym w szerokich kręgach odnoszących się do historii filozofii w stopniu niezadowalającym. Faktu tego nie zmienia nawet to, że nie znajdzie się bodaj jeden podręcznik do tak ujętej myśli filozoficznej, który nie zawierałby wspomnienia o tym autorze. Jest on doceniany, a jego praca odnotowywana jeszcze za jego życia, potem natomiast zawsze przy okazji odnoszenia się do wyznawców, naśladowców i kontynuatorów Descartes’a, do jakich należeli: Malebranche, Jacques Rohault, Pierre-Sylvain Régis, Géraud de Cordemoy, Arnold Geulincx i inni.
Co innego, gdy chodzi, już ściślej, o zainteresowanych rozwojem filozofii kartezjańskiej, bo właśnie dla nich La Forge jest autorem rozpoznawanym, choć nie o przecenionej wartości. Jego nazwisko przyćmiły inne sławy i dynamika rozwoju filozofii XVII stulecia. Wartość opracowania autorstwa La Forge`a polegała nie tylko na tym, co z jego wysiłku wynikało dla następnych myślicieli, lecz również i przede wszystkim na tym, że jest to w zasadzie jeden z niewielu prawowiernych uczniów Descartes’a, który nie oddalił się od pierwowzoru, by następnie założyć własną szkołę. Zdarza się nawet, że lekarz, w rygoryzmie właściwym dla ducha spekulacji intelektualnej przewyższa swój pierwowzór, jak wówczas, gdy odnosi się on do zbyt pochopnego nadawania przez Descartes’a miana idea obrazom zmysłowym. Jego tekst jest również ważny, ponieważ jest jednym z wielu mających charakter badania rozumu przez niego samego i podkreślającym, że uwarunkowania dla wszelkiej wiedzy mają swe ostateczne miejsce w samorzutnej (tu z woli Boga) wytwórczości idei, która to działalność jest, zdaniem Forge`a, właściwością duszy ludzkiej, a co w linii prostej stanowi (jeden z wielu, ale jednak) przyczynek do rozwiązania Kantowskiego. Z innej strony, można powiedzieć, że nie ma nic starszego w filozofii ponad to wskazanie: Poznaj samego siebie, bowiem, jak pisał Cyceron: "Niewątpliwie, poznanie duszy z pomocą samej duszy – to szczególnie wielka rzecz; i niezawodnie o to chodzi Apollinowi, gdy we wskazaniu swym zachęca, aby każdy poznał samego siebie" (Rozmowy tuskulańskie).